# Stallmästaren 4

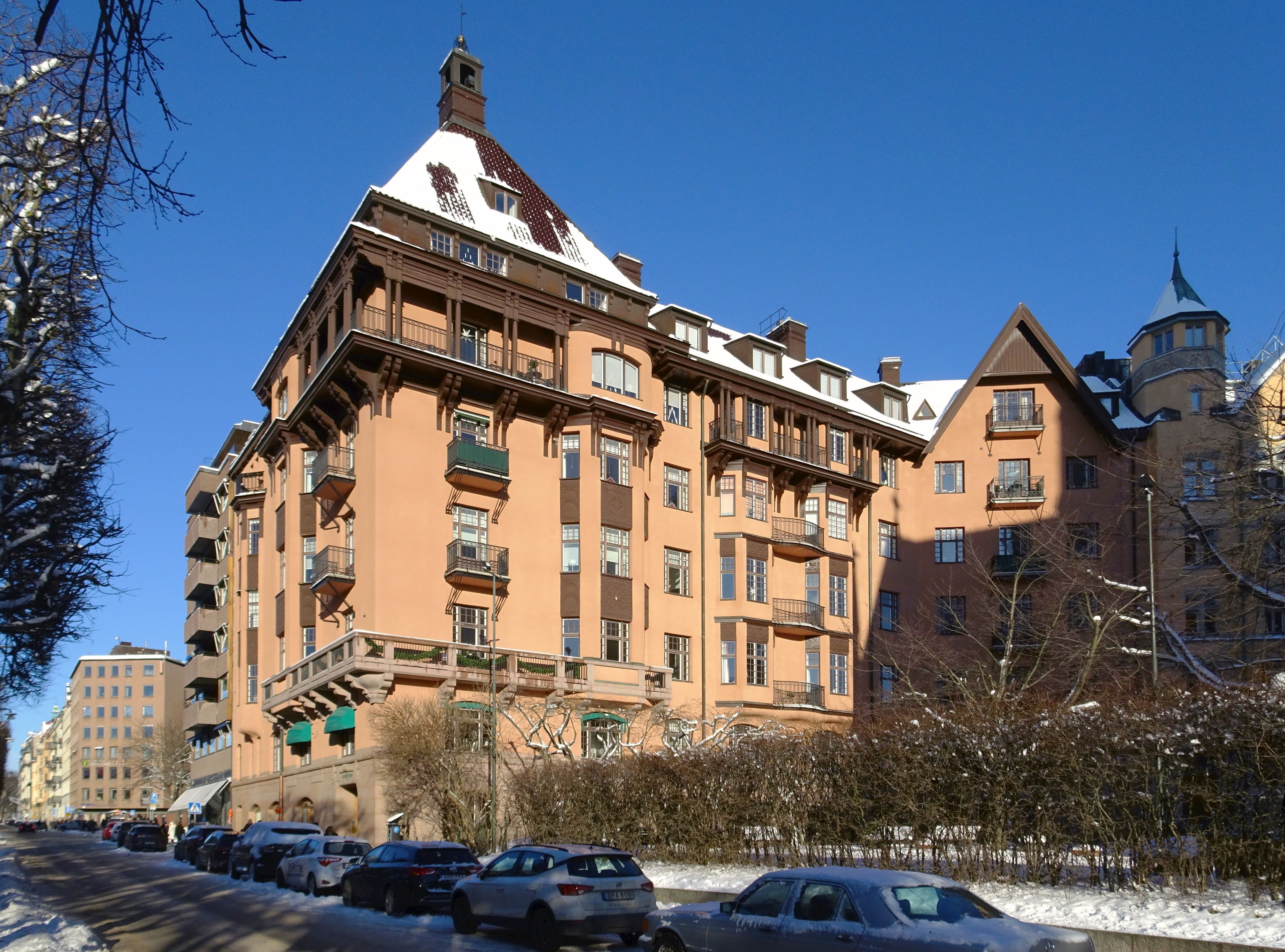
Stallmästaren 4, Narvavägen 8, januari 2021.

Stallmästaren 4 är en kulturhistoriskt värdefull bostadsfastighet i kvarteret Stallmästaren vid Narvavägen 8 på Östermalm i Stockholm. Byggnaden är blåmärkt av Stadsmuseet i Stockholm vilket betyder "att bebyggelsen bedöms ha synnerligen höga kulturhistoriska värden".

## Bakgrund
Kvarteret Stallmästaren bildades på 1880-talet när Narvavägen anlades och kvarteren längs med den nya breda allén tillkom som ett resultat av Lindhagenplanen. I kvarteret uppfördes Oscarskyrkan som invigdes 1903. Tomten direkt norr om kyrkan stod delvis obebyggd efter kyrkans invigning. Svenska Dagbladet kommenterade i januari 1906 att kyrkan hittills saknad lämplig omgivning åt norr där brandgavlar och banal gårdsinteriörer gifit den närmaste inramningen. Den första byggnaden som kom att sluta luckan på Stallmästarens södra del var fastigheten Stallmästaren 4 (mot Narvavägen) och den andra var Stallmästaren 11 (mot Fredrikshovsgatan) där Hedvig Eleonora församling planerade ett församlingshus för den då nybildade Oscars församling.

## Byggnad

### Exteriör

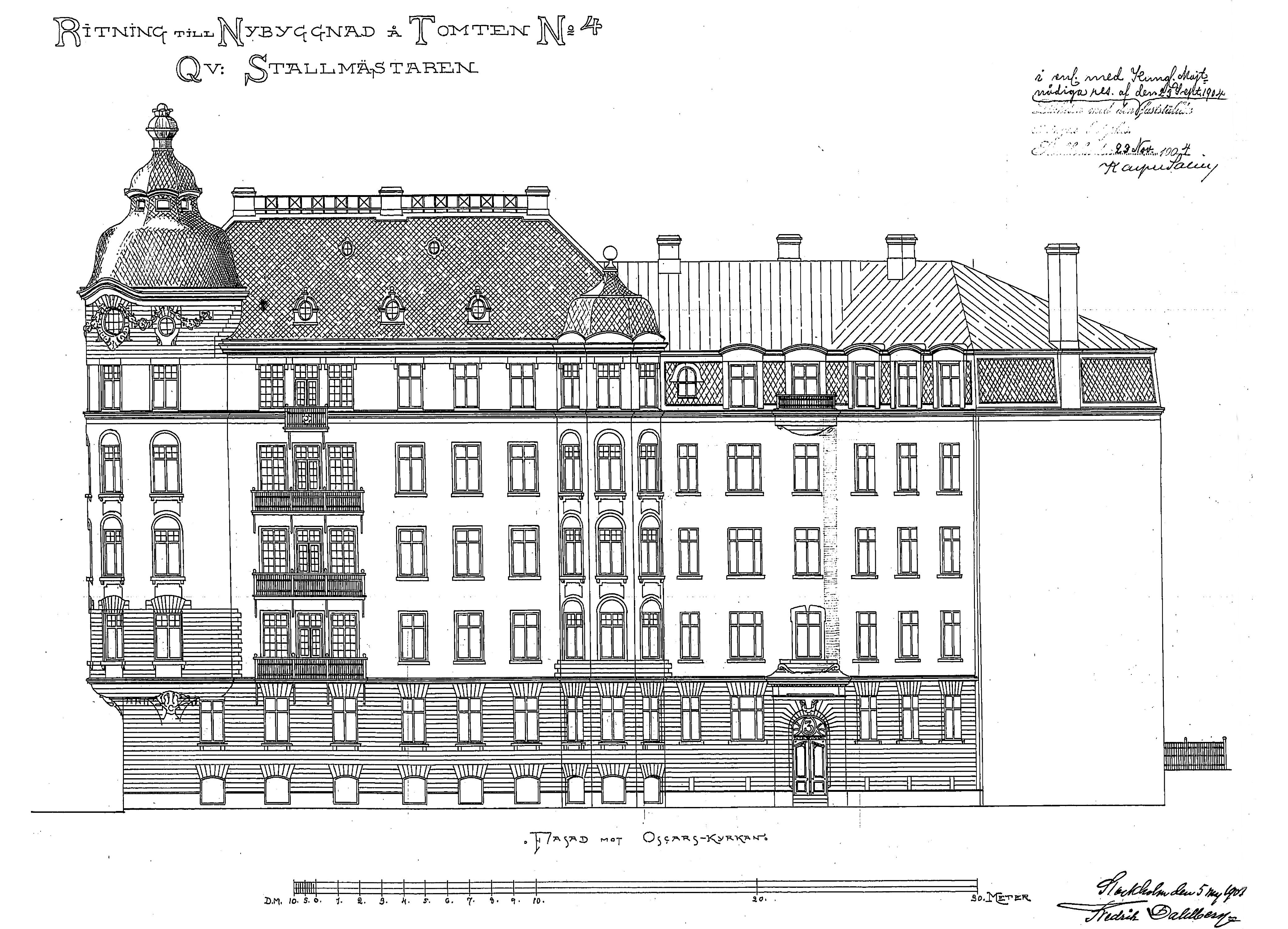
Fredrik Dahlbergs förslag från 1904.

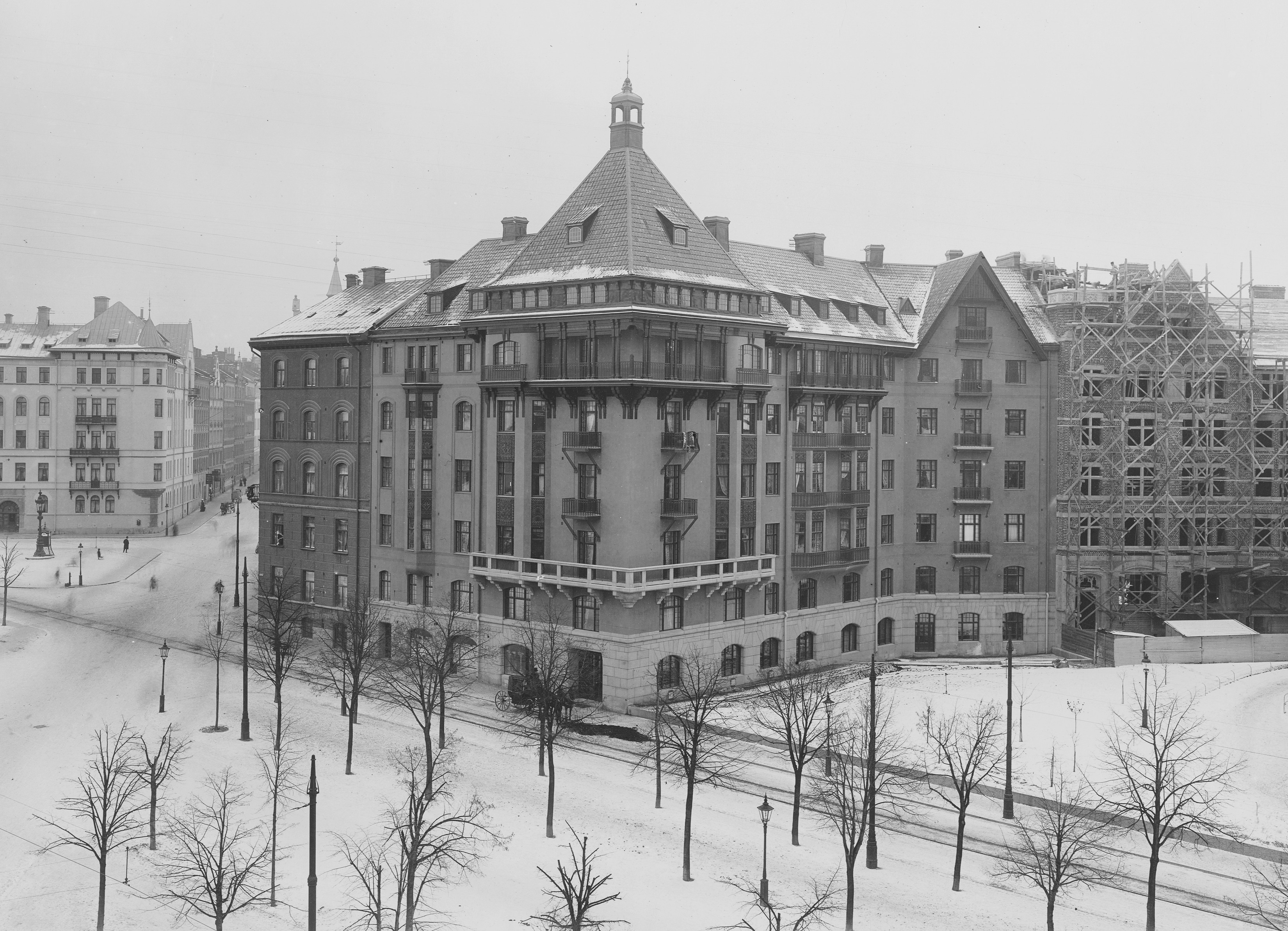
Stallmästaren 4, 1906. Grannbyggnaden Stallmästaren 11 under byggnad.

Ett förslag till bebyggelse på Stallmästaren 4 upprättades 1903/1904 av arkitekt Fredrik Dahlberg men genomfördes aldrig. Uppdraget gick istället till det vid tiden ofta anlitade arkitektkontoret Hagström & Ekman, som ritade ett hus i en blandning av jugendstil och nationalromantik. Beställare var Carl Gustaf Ohlsson, Olsson & Rosenlund var byggmästare och Skånska Cementgjuteriet stod för husets betongkonstruktioner. Byggnaden stod färdig 1906 och skulle i sin volym fungera som motvikt till kyrkan och vara en adekvat inramning mot norr. 
Huset uppfördes i sex våningar med hel källare samt en vindsvåning som inreddes 1909. Fasaderna mot Oscarskyrkan och Narvavägen varierades rikt genom burspråk, enskilda balkonger på smäckra smideskonsoler och slutligen en balkong som vilar på kraftiga naturstenskonsoler och sträcker sig om hörnet av övervåningen. Hörnet mot Narvavägen uppvisar en ovanlig gestaltning och accentueras av ett lågt torn med brant pyramidtak som kröns av en lanternin. Verandamotivet i hushörnet under tornet är av mörkbrunt målat trä. 
Enligt arkitekturhistorikern Fredric Bedoire för tornet och söderfasadens gavel med kraftigt utdraget takfall tanken till en Tyrolervilla, sannolikt inspirerad av wienerjugend. I en samtida tidningsartikel i Svenska Dagbladet beskrivs hörnarrangemanget gestaltat i fornsvenskt formspråk med en fatabur som förebild. Det torde, enligt tidningen, vara första gången att ett fatbursmotiv upptagits i modern arkitektur.
Hagström & Ekmans ursprungliga fasadritning visade ett torn med spetsig tornhuv på takets södra länga, det utfördes dock inte. Fasaden består i höjd med entrévåningen av röd granit, däröver av ljus rödbrun terrasitputs med skulpterad sandstensornamentik. Fasaddetaljer avfärgades 2016 i samband med en balkong- och fasadrenovering i mörkbrun kulör som ger exteriören en kraftig kontrast, men samtidigt är en återgång till den ursprungliga färgsättningen. Entréportalens överstycke är skulpterat i sandsten med blad- och fågelornamentik. Själva porten är av ek och glasad samt dekorerad med smide i stram jugend. Taket är täckt med glaserat taktegel.

### Ritningar från 1905

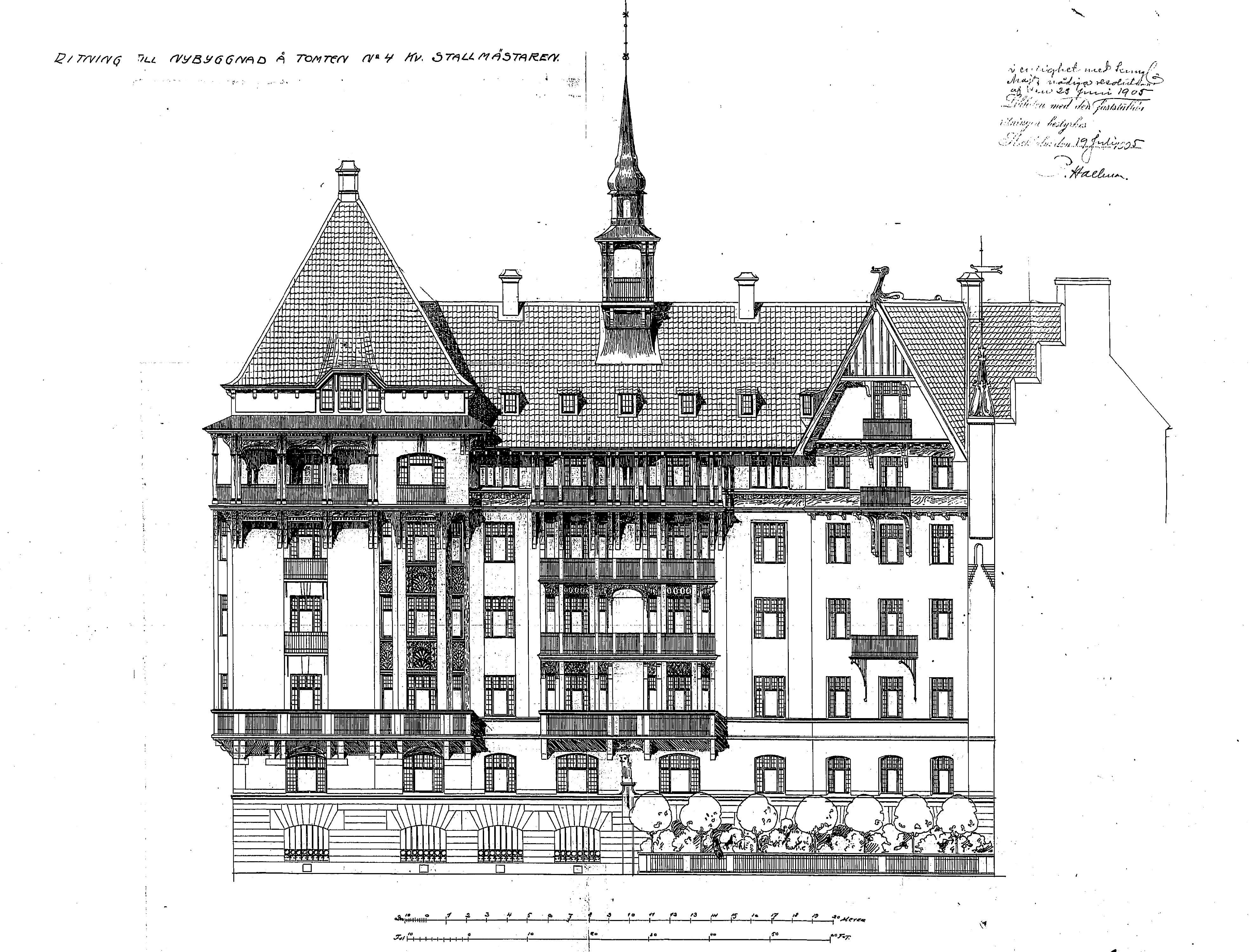
Fasad åt söder.
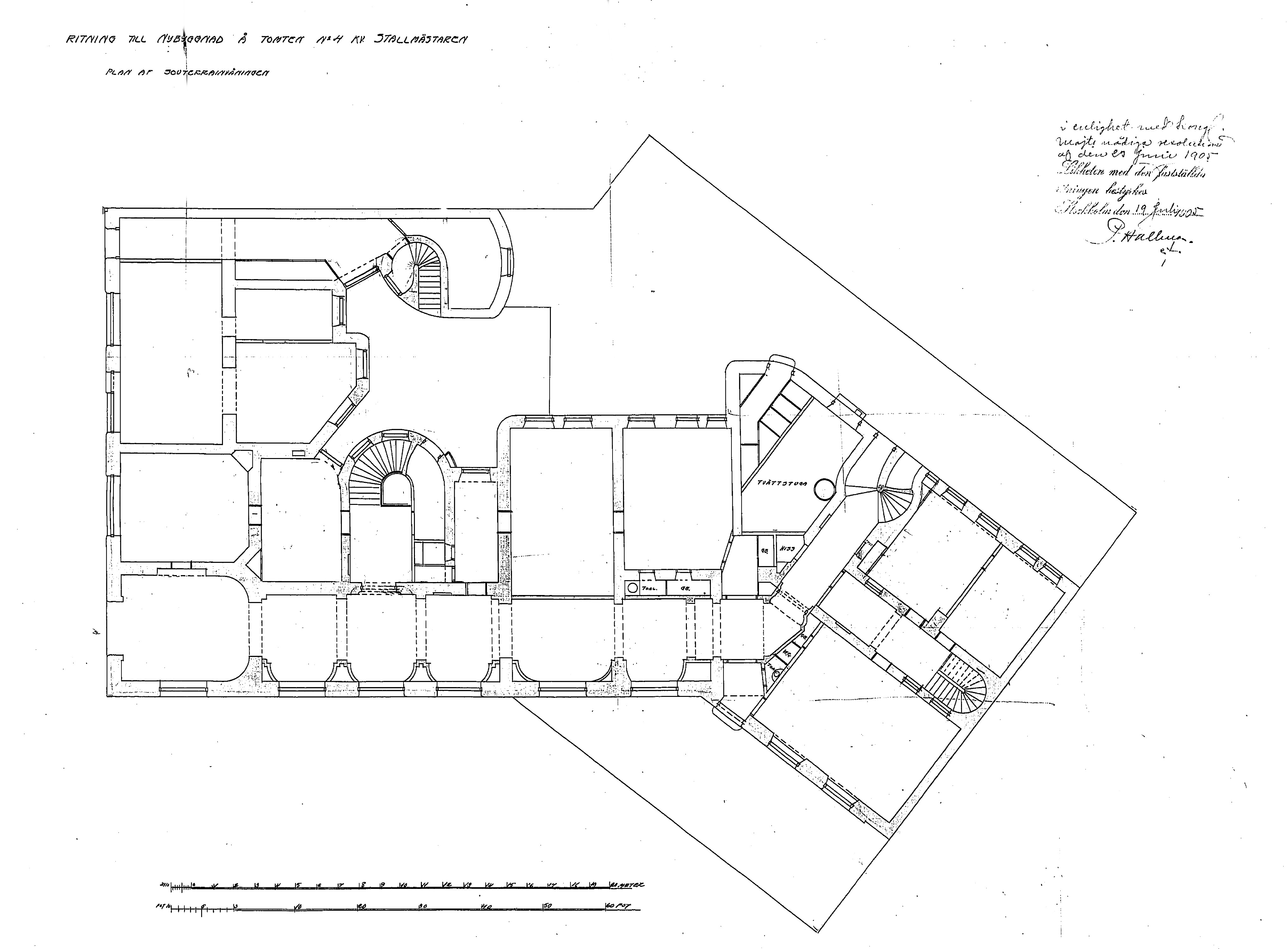
Bottenvåningen.
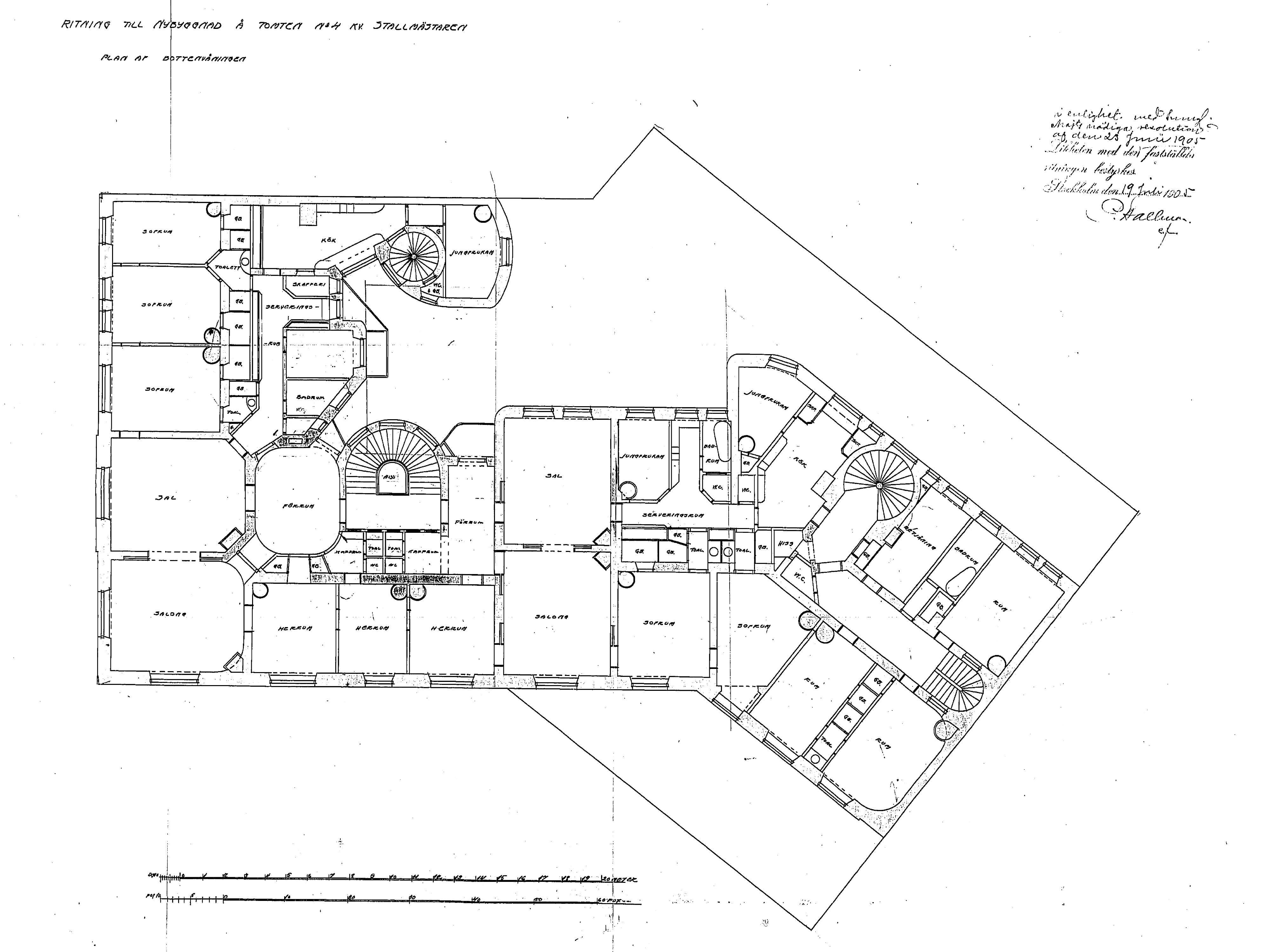
Våning 1 trappa.
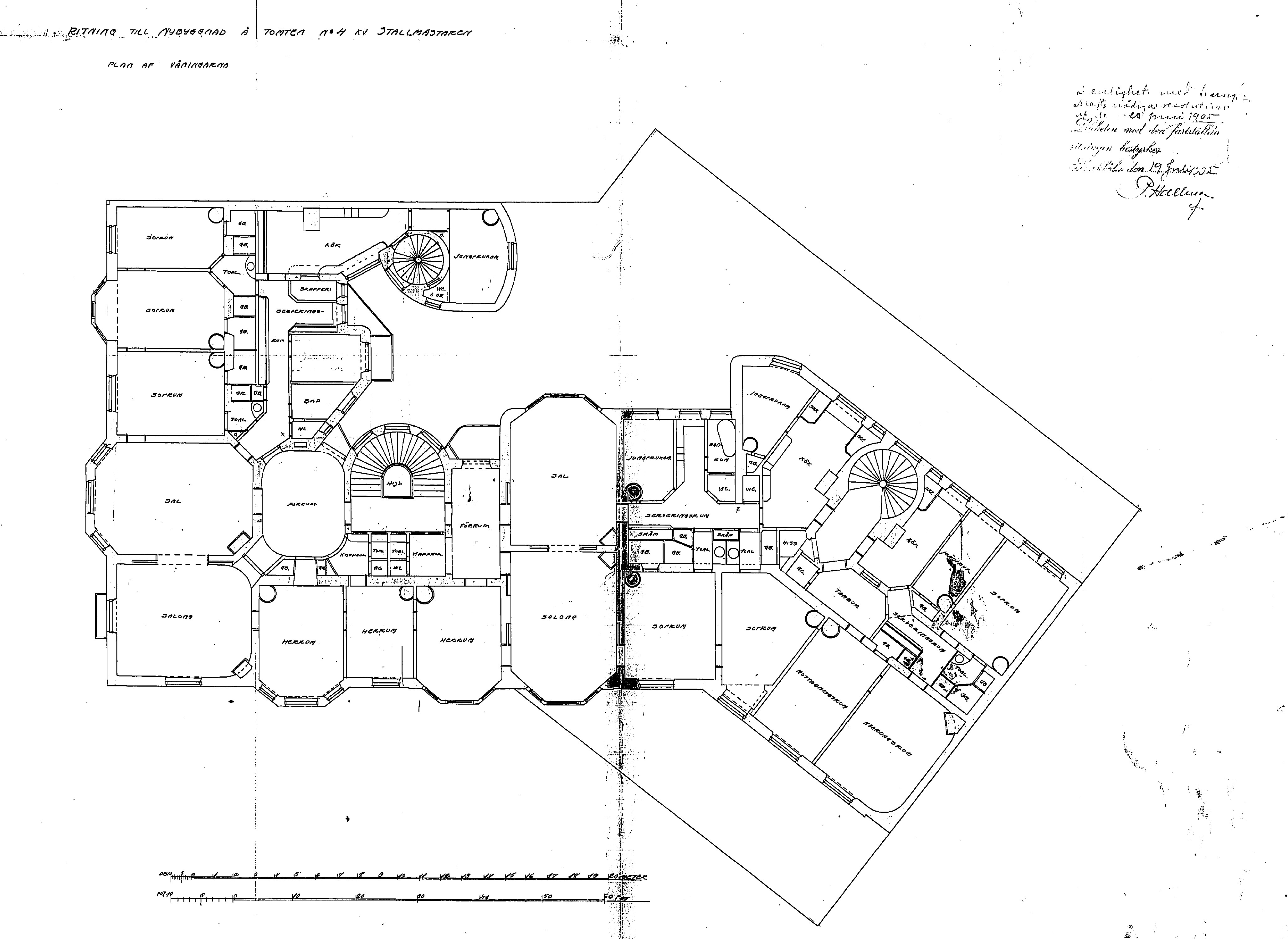
Våning 2-4 trappor
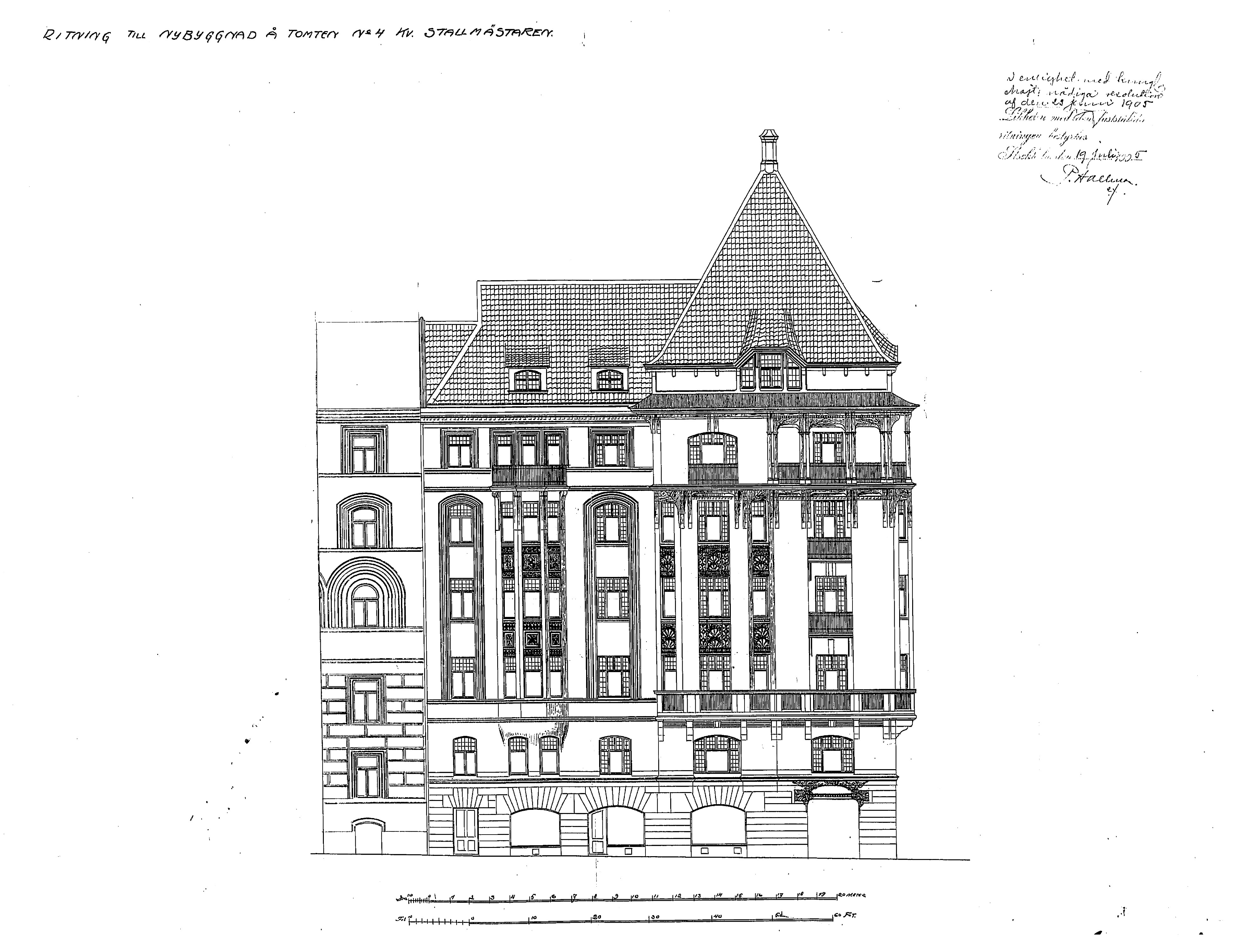
Fasad åt väster. (Narvavägen)

### Interiör

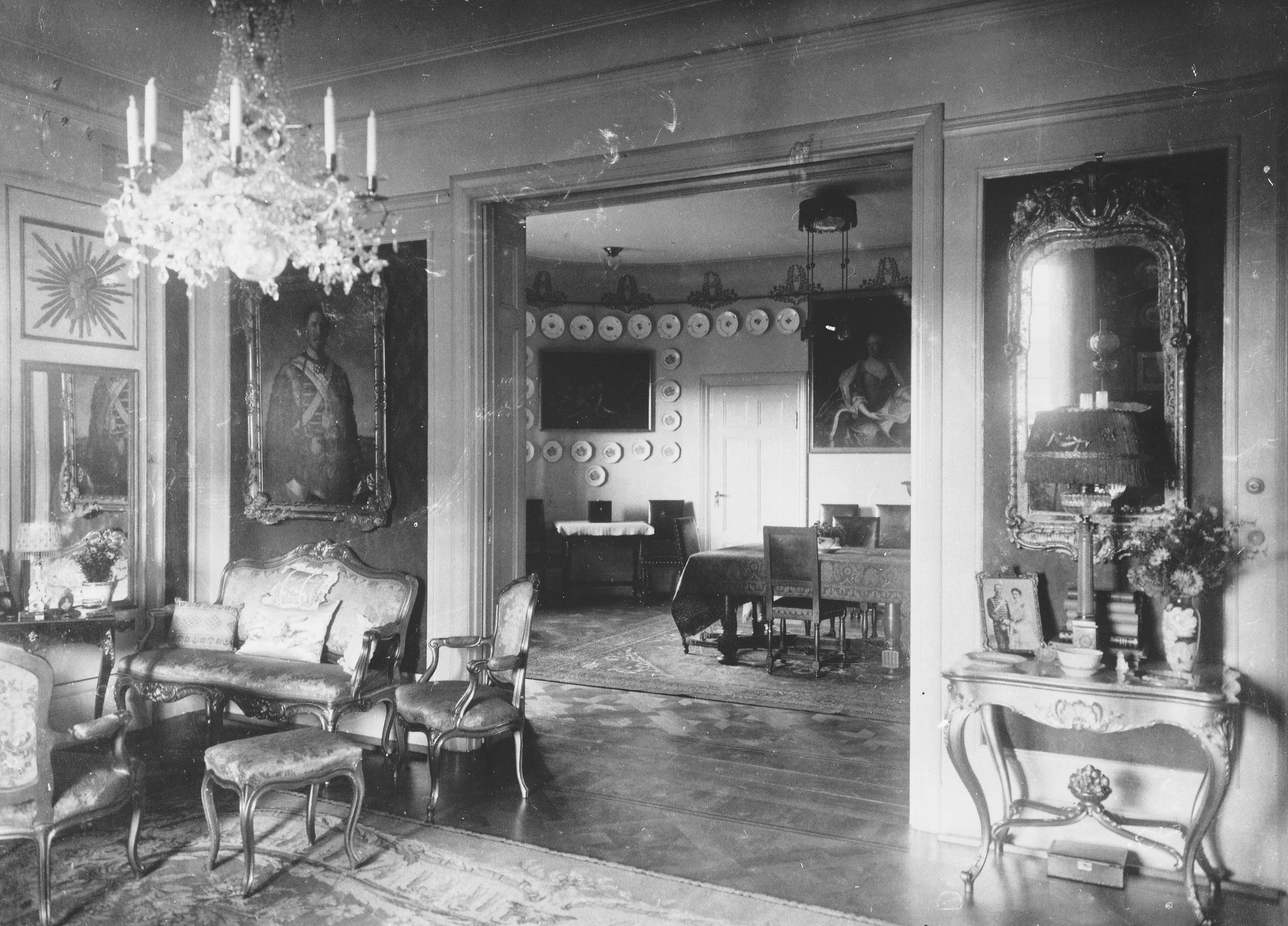
Greve Claes Lagerbergs våning på fem trappor (salongen mot matsalen), 1917.

Genom huvudentrén når man en långsträckt entréhall som sträcker sig längs med hela södra fasaden. Den är indelad av valvbågar i travéer med djupa välvda fönsternischer. Golvet är täckt av grå kalksten med band och fris av röd kalksten. Entréhallen leder till huvudtrappan och en av kökstrapporna. Huvudtrappan har golv av vit marmor och väggarna är dekorerade i gulvit stucco lustro. Trapphusets fönster är välvda och har i sin övre del glasmålningar med blommotiv. Trapplanens fondväggar uppvisar ett spröjsat fönsterband som gav indirekt dagsljus åt lägenheternas kapprum och toaletter. Därunder syns reliefer i stuck med festongmotiv. Lägenhetsdörrarna är rikt dekorerade med guldfärgade stuckmotiv likaså överstyckena, allt är gestaltat i en antikiserande jugendstil. Hissarna levererades av Graham Brothers. De uppvisar vackra fronter i jugendinspirerat smide.
Den ursprungliga lägenhetsfördelningen var tre, åtta och nio rum med kök, bad, stor hall och som brukligt serveringsrum samt en eller två jungfrurum. På entréplanet fanns en portvaktslägenhet om två rum och kök. Särskild omsorg ägnades åt ”ekonomiavdelningarna”, alltså köken, som kunde nås via två kökstrappor. Huvudtrappan fick enbart begagnas av herrskapet och deras gäster. Husets bostäder skulle locka den välbeställda borgarklassen att hyra. Det återspeglas av hyresgästernas yrken som kunde vara bankdirektör, direktör, grosshandlare och godsägare vilket framgår av samtida Stockholms adresskalender. 
De 1985 av Stadsmuseet besökta lägenheterna bevarade ursprunglig inredning som exempelvis mönsterlagda parkettgolv, halvfranska par- och skjutdörrar, paneler av olika slag samt öppna spisar i marmor. Idag finns 20 lägenheter med storlekar mellan 52 m² och 272 m², de största har åtta rum och kök. Fastighetsägare är bostadsrättsföreningen Stallmästaren 4 som bildades 1971.

### Bilder

Exteriör
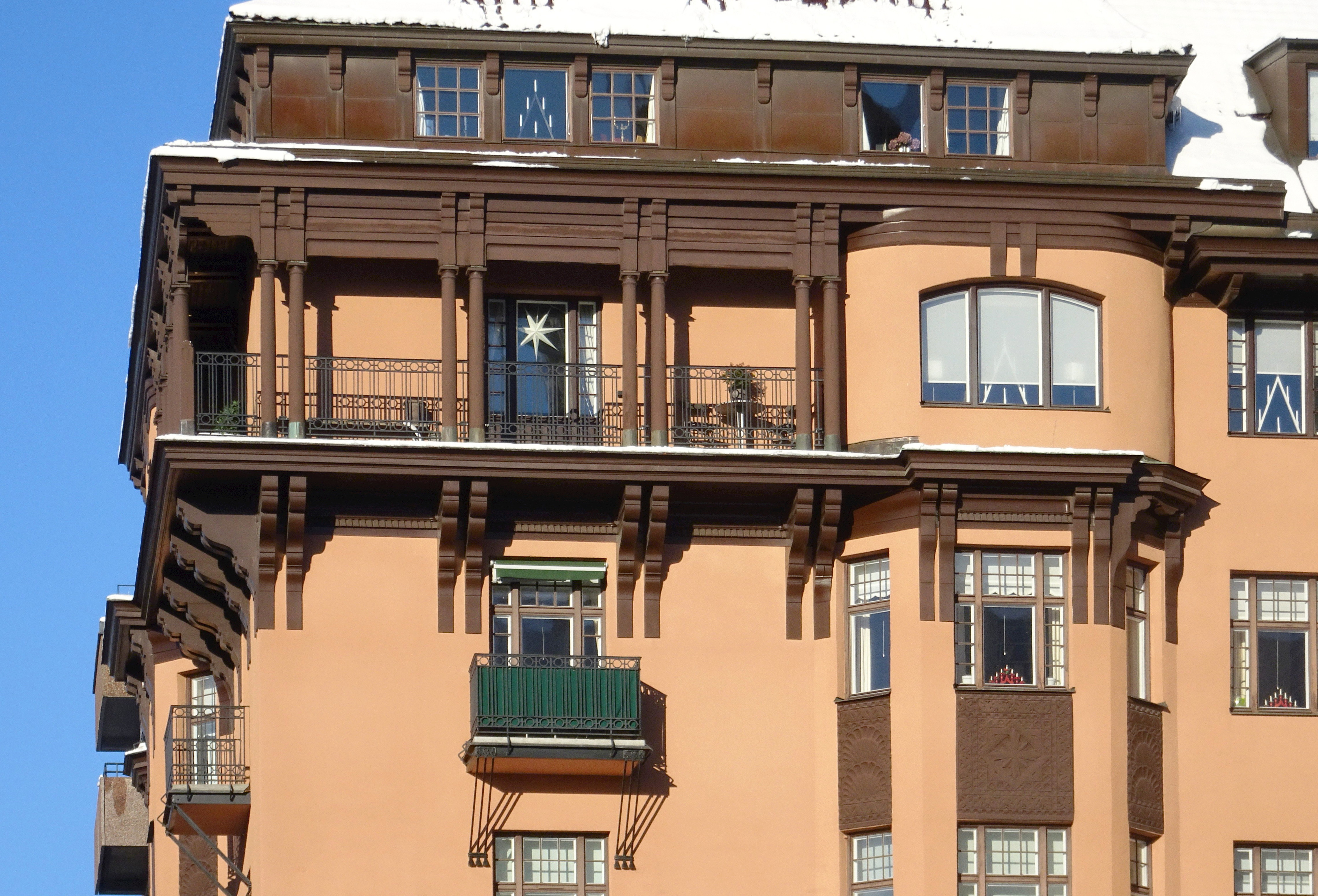
Verandamotivet i hörnet mot Narvavägen.
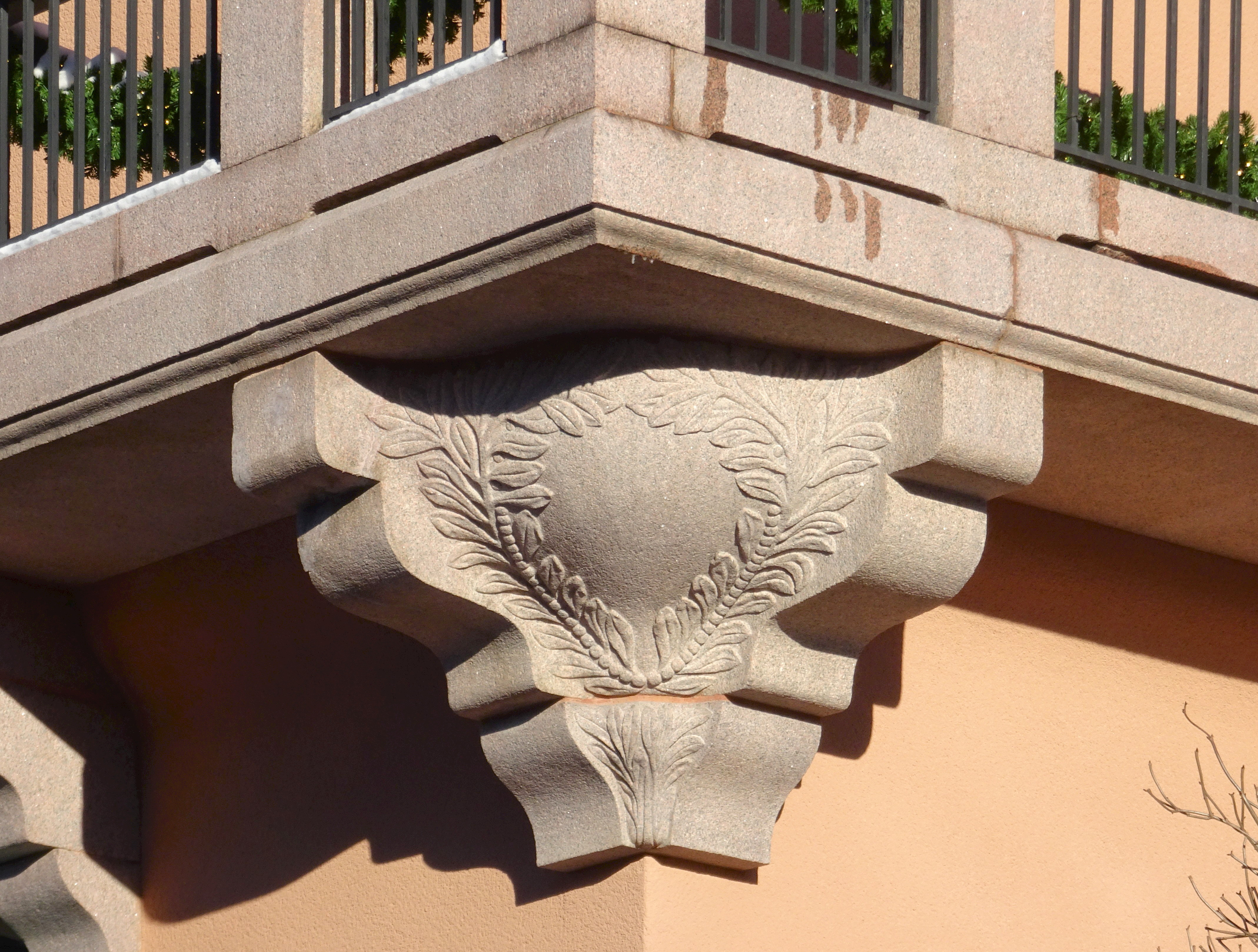
Balkongkonsol.
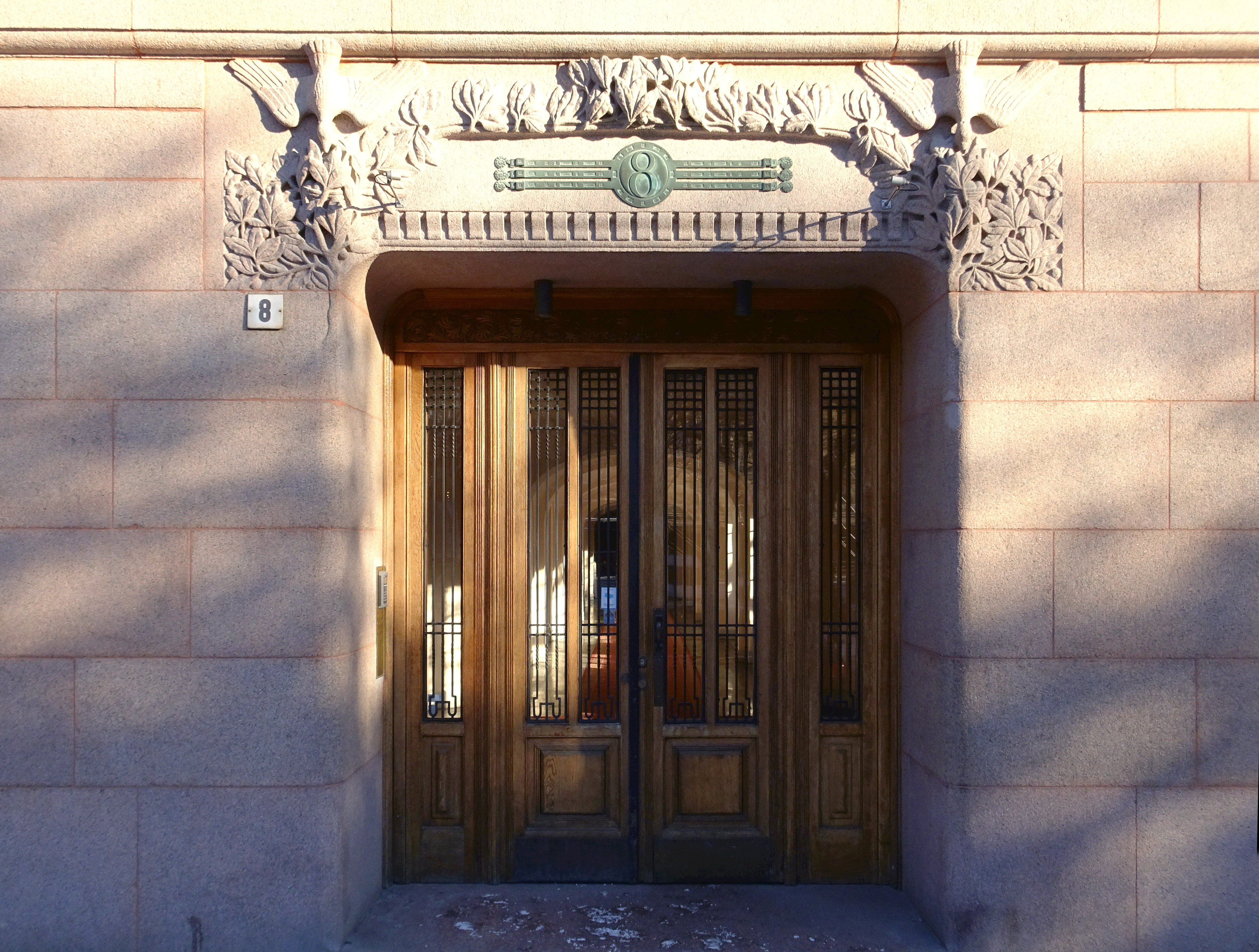
Entréporten, Narvavägen 8.
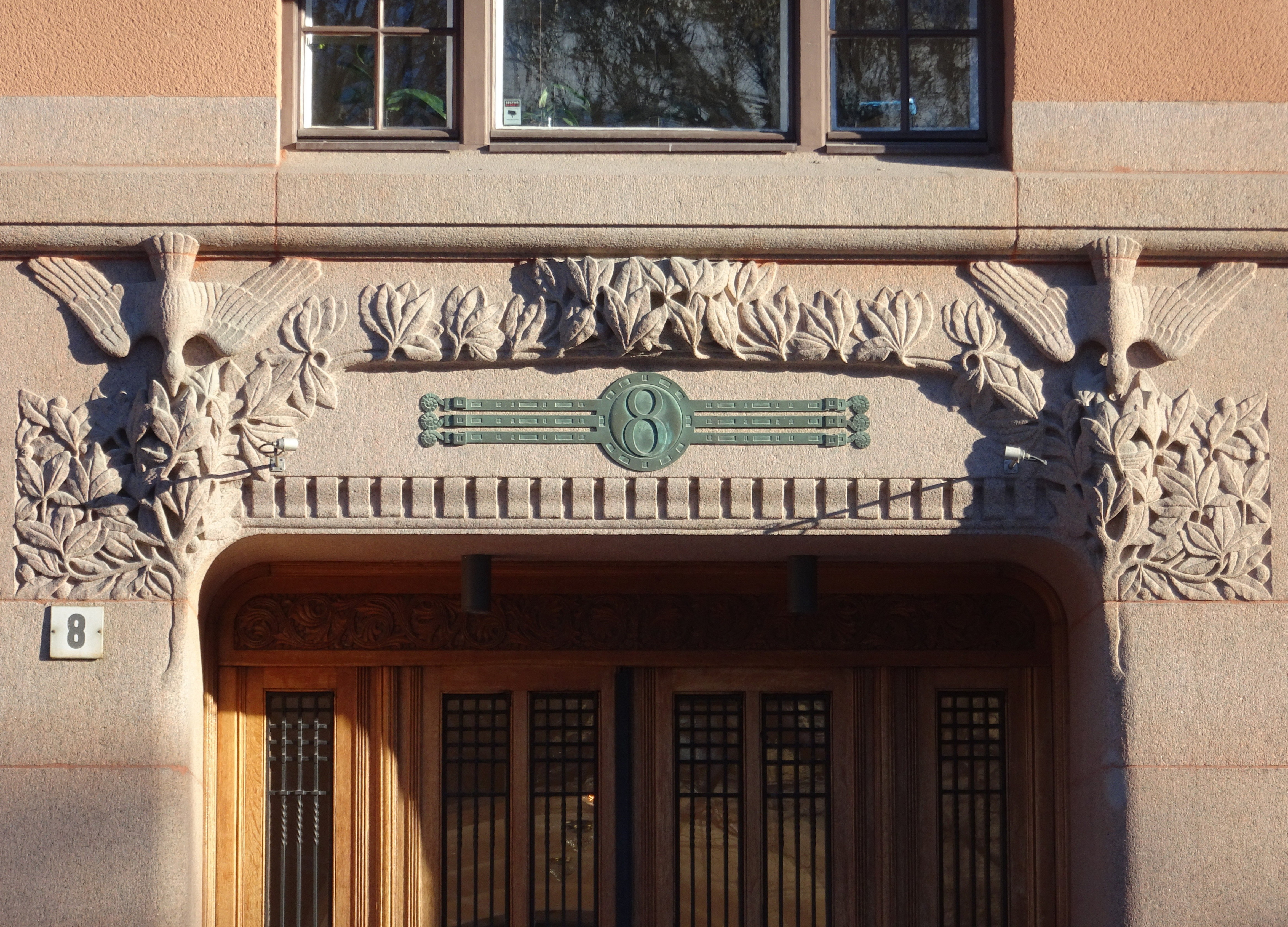
Portalöverstycke med blad- och fågelornamentik.

Interiör
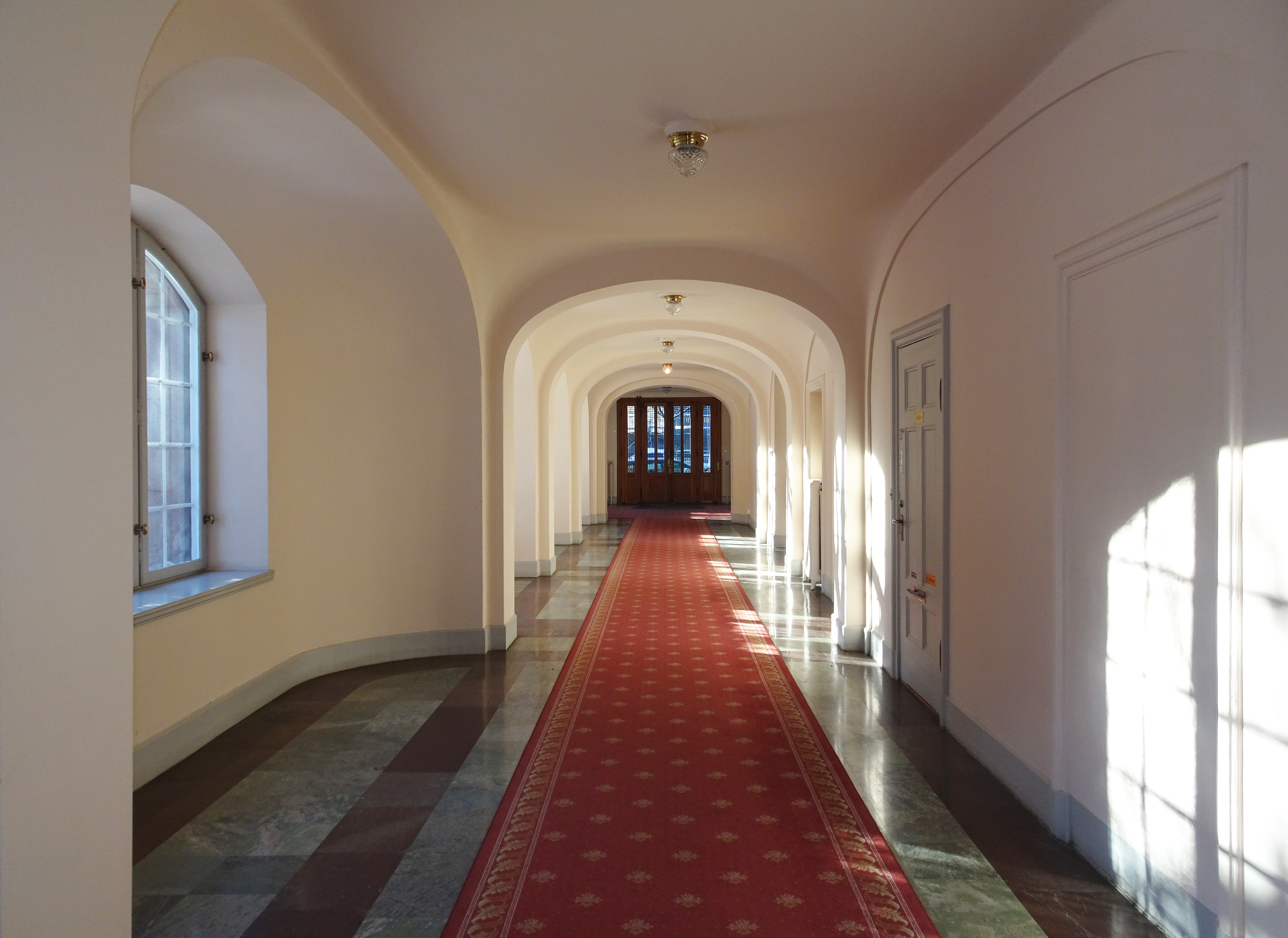
Entréhallen mot huvudentrén.
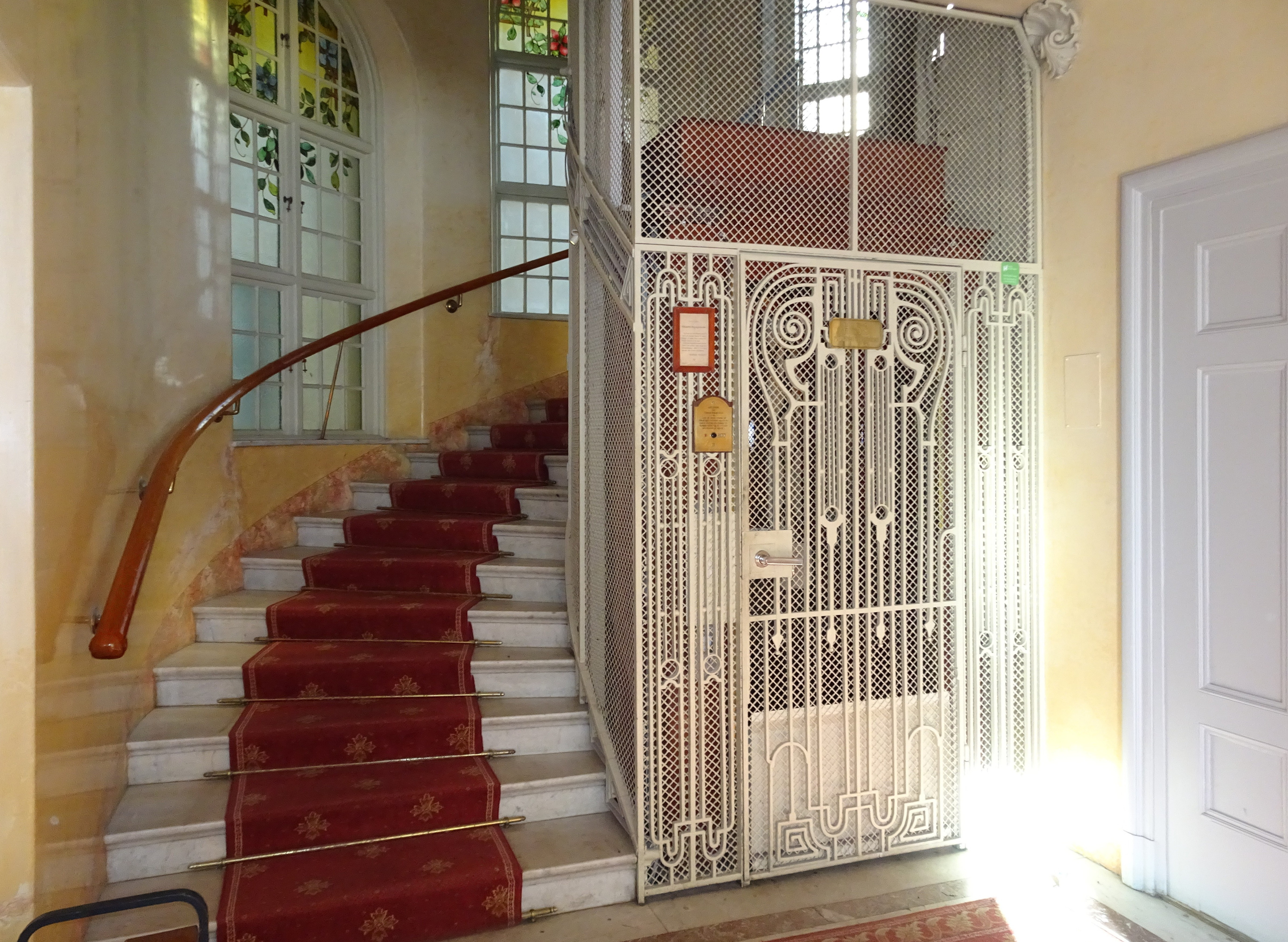
Huvudtrappa och hiss.
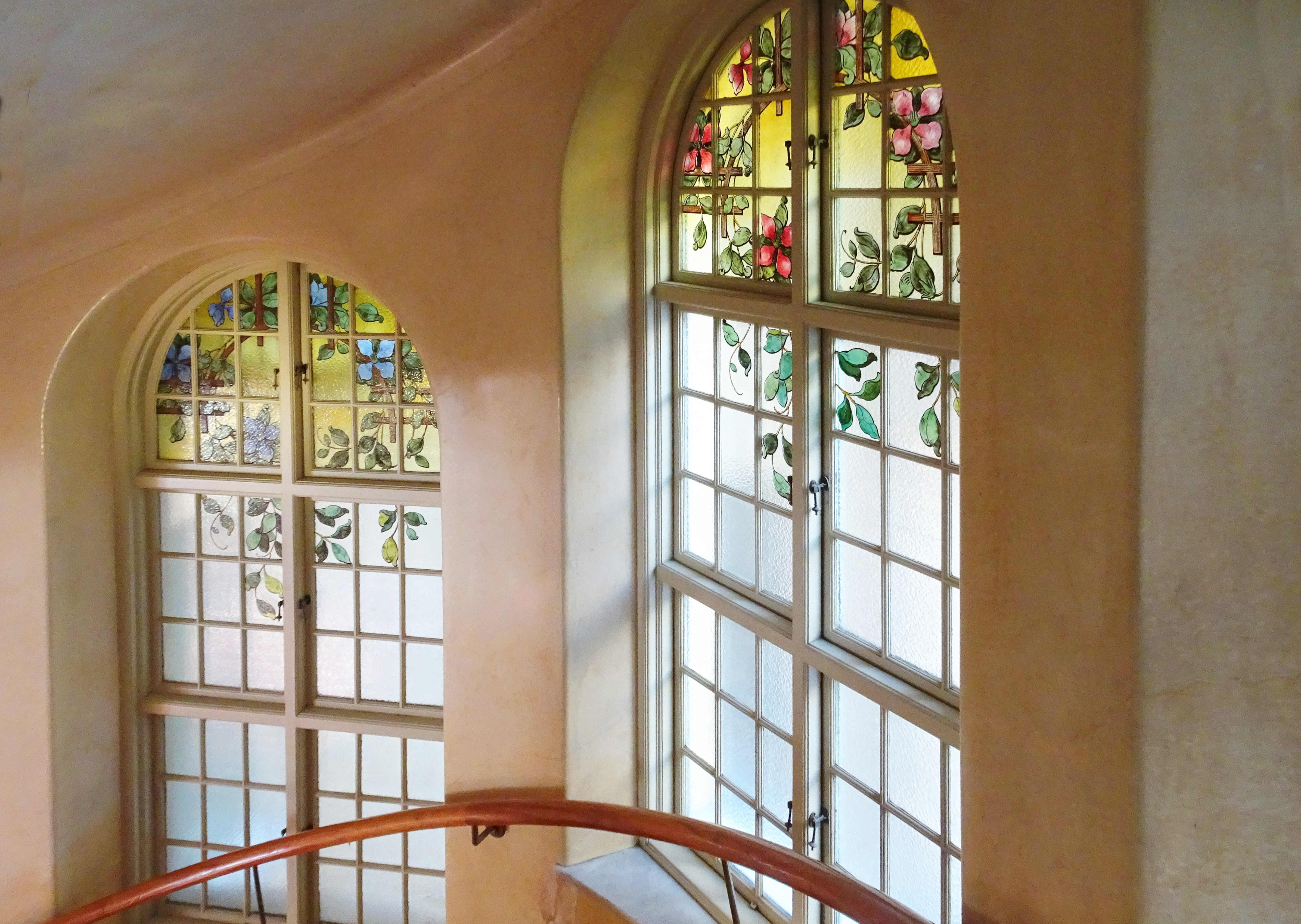
Fönster i huvudtrapphuset.
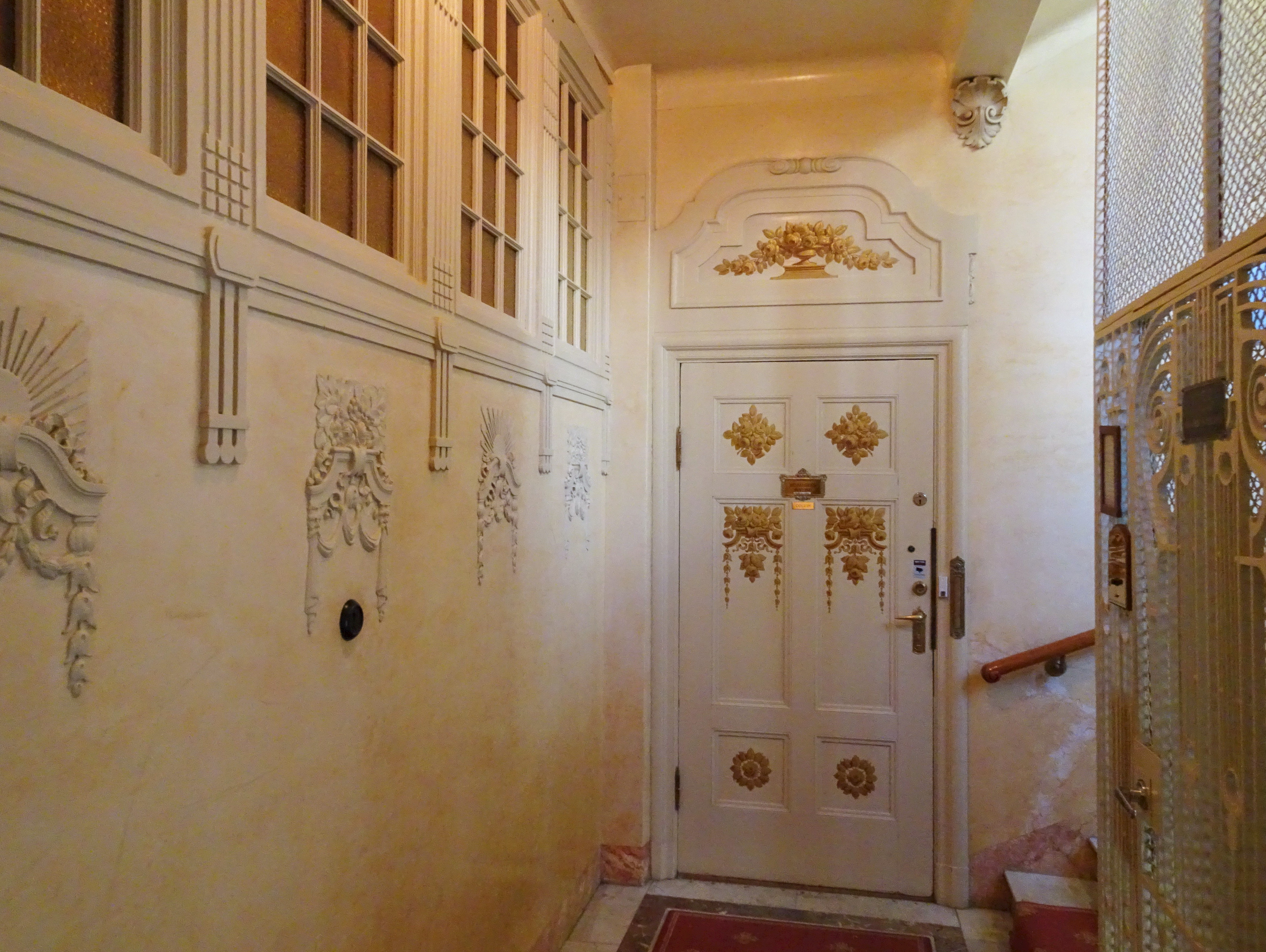
Våningsplan med reliefer i stuck.